# Trava-línguas
Trava-línguas são um conjunto de palavras formando uma frase que seja de difícil pronunciação Os trava-línguas, além de aperfeiçoadores da pronúncia, servem para divertir e provocar disputa entre amigos. São embaraçosos, provocam risos e alegria.

## O uso do trava-línguas na escola
Os trava-línguas fazem parte das manifestações orais da cultura popular, são elementos do nosso folclore, como as lendas, os acalantos, as parlendas, as adivinhas e os contos. O que faz as crianças repeti-los é o desafio de reproduzi-los sem errar. Entra aqui também a questão do ritmo, pois elas começam a perceber que, quanto mais rápido tentam dizer, maior é a chance de não concluir o trava-língua. Esse tipo de poema pode ser um bom recurso para trabalhar a leitura oral, com o cuidado de não expor alunos com mais dificuldades. É nessa leitura que melhor se observa o efeito do trava-línguas e, dependendo da atividade, passa a ser uma brincadeira que agrada sempre. Os trava-línguas podem ainda ser escritos para criar uma coletânea de elementos do folclore e pesquisados em diferentes fontes: livros, sites na internet ou revistas de passatempos.Um dos trava-línguas mais usados na escola é:
- "O tempo perguntou ao tempo quanto tempo o tempo tem, o tempo respondeu ao tempo que o tempo tem tanto tempo quanto tempo o tempo tem".

## Kama Sutra
O trava-línguas é citado no Kama Sutra como uma das 64 artes a serem estudadas pelas cortesãs e é descrito da seguinte maneira:
Estudo de frases difíceis de pronunciar. É um jogo praticado principalmente pelas mulheres e crianças, e consiste em dar-se uma determinada frase cujas palavras, quando rapidamente repetidas, são frequentemente trocadas ou mal pronunciadas.

## Parlenda
Parlenda é uma forma literária tradicional, rimada com caráter infantil, de ritmo fácil e de forma rápida. É usada, em muitas ocasiões, para brincadeiras populares. Normalmente é uma arrumação de palavras sem acompanhamento de melodia, mas às vezes rimada, obedecendo a um ritmo que a própria metrificação lhe empresta. A finalidade é entreter a criança, ensinando-lhe algo.
Algumas vezes, é chamada de trava-línguas, quando é repetida de forma rápida ou várias vezes seguidas, provocando um problema de dicção ou paralisia da língua, que diverte os ouvintes. Assim, pede-se a alguém que repita uma parlenda, em prosa ou verso, de forma rápida - "fale bem depressa" - "diga correndo" - ou que a repita várias vezes seguidas - "repita três vezes".
As parlendas não são cantadas e, sim, declamadas em forma de texto, estabelecendo-se como base a acentuação verbal.
Os portugueses denominam as parlendas cantilenas ou lengalengas. Na literatura oral é um dos entendimentos iniciais para a criança e uma das fórmulas verbais que ficam, indeléveis, na memória dos adultos.

## Exemplos de trava-línguas
Os seguintes são exemplos de trava-línguas em português:
- Três pratos de trigo para três tigres tristes.
- O rato roeu a roupa do Rei de Roma e a rainha com raiva resolveu remendar.
- Num ninho de mafagafos, cinco mafagafinhos há! Quem os desmafagafizá-los, um bom desmafagafizador será.
- A Iara agarra e amarra a rara arara de Araraquara.
- Em rápido rapto, um rápido rato raptou três ratos sem deixar rastros.
- Bagre branco, branco bagre.
- O padre pouca capa tem porque pouca capa compra.
- Casa suja, chão sujo.
- Se o Pedro é preto, o peito do Pedro é preto e o peito do pé do Pedro também é preto.
- O pinto pia, a pipa pinga. Pinga a pipa e o pinto pia. Quanto mais o pinto pia, mais a pipa pinga.

## Para saber mais
- HEYLEN, Jacqueline. Parlenda, riqueza folclórica; base para a educação e iniciação à música. 2ª ed. São Paulo, Editora HUCITEC, 1991.
- DA SILVA, Regina Helena Pranke, Revista Nova Escola. Esto es una porqueria